# 玉里文庫本源氏物語
玉里文庫本源氏物語（たまさとぶんこほんげんじものがたり）は、源氏物語の写本の一つ。薩摩藩藩主島津家の分家の一つであった玉里島津家の蔵書であった玉里文庫にあった源氏物語の写本であったことからこのように呼ばれる。現在は1951年（昭和26年）に玉里文庫が一括して鹿児島大学に寄贈されたため鹿児島大学図書館玉里文庫の所蔵となっている。同文庫には源氏物語の写本としては鎌倉時代の書写と見られる15帖のみが現存する「玉里文庫本古筆源氏物語」と、室町時代の書写と見られる54帖の揃い本である「玉里文庫本各筆源氏物語」とが存在する。

## 玉里文庫本古筆源氏物語
本写本は鎌倉時代の書写とみられる写本であり、現在は15帖のみが現存する。奥書の類は無い。本文系統は各巻ごとに青表紙本、河内本、別本が混在している。今井源衛は、本写本を「近衛家本、保坂本、東山御文庫本、国冬本、青表紙本、尾州家本、伝阿仏尼筆本、吉田幸一氏本、大沢本、平松本、伝為明筆本などと並ぶ重要な写本である。」と述べている。絵合には一枚の落丁が、若菜下には大きな落丁があるものの、破損や虫食いなどは皆無に近く保存状態は全体的に非常によいとされる。本書の伝来は不明であるが、玉里文庫本各筆源氏物語と同様に近衛家からもたらされた可能性が指摘されている。

### 各帖ごとの伝承筆者と本文系統
現存する各巻ごとの伝承筆者と本文系統は以下の通りである。本文系統が別本とされる巻のいくつかの本文は保坂本に近い別本である。校異の付記等はほとんど見られない。
| 帖 | 巻名   | 伝承筆者   | 本文系統                   |
| -- | ------ | ---------- | -------------------------- |
| 3  | 空蝉   | 世尊寺行房 | 別本（河内本に近い）       |
| 8  | 花宴   | 世尊寺行房 | 河内本                     |
| 10 | 榊     | 後伏見院   | 青表紙本                   |
| 12 | 須磨   | 後醍醐天皇 | 別本（青表紙本に近い）     |
| 16 | 関屋   | 世尊寺行房 | 別本                       |
| 17 | 絵合   | 世尊寺行房 | 河内本                     |
| 18 | 松風   | 世尊寺行俊 | 河内本                     |
| 22 | 玉鬘   | 冷泉為相   | 別本（河内本に近い）       |
| 23 | 初音   | 世尊寺行尹 | 別本                       |
| 28 | 野分   | 冷泉為相   | 別本                       |
| 33 | 藤裏葉 | 冷泉為相   | 別本                       |
| 34 | 若菜下 | 二条覚源   | 青表紙本                   |
| 39 | 夕霧   | 阿仏尼     | 青表紙本（横山本に近い）   |
| 42 | 匂宮   | 二条為定   | 別本                       |
| 43 | 紅梅   | 二条為定   | 青表紙本（陽明家本に近い） |

### 校本への採用
『校異源氏物語』や『源氏物語大成校異編』には採用されていないものの、『日本古典文学全集源氏物語』及び『新編日本古典文学全集源氏物語』には、写本記号「玉」、「鹿児島大学図書館所蔵玉里文庫本一帖 （須磨）」として須磨1帖のみが、また『河内本源氏物語校異集成』には「玉」、「玉里文庫本　鹿児島大学付属図書館玉里文庫蔵　（花宴・松風）」として花宴と松風の2帖のみが採用されている。

## 玉里文庫本各筆源氏物語
54帖の揃い本。粘葉装。室町時代末期の書写と見られるもので、各巻ごとに筆者の異なる寄り合い本。本文系統は概ね青表紙本と見られる。箱の外題は近衛忠煕の筆になるもので、「伝来書」と「源氏物語筆写目録」が附されている。伝来書には「近衛様中古御伝来応円満院様より盛化門院様江御譲にて御入内被遊新清和院様江御譲り被遊御同所様より郁君様江御拝領被遊候」とあり、本写本はもと京都の近衛家にあったもので、薩摩藩主島津斉興の娘（実は前藩主・島津斉宣の娘）であり近衛忠煕に嫁し忠熙の正室となった島津興子（郁姫）が拝領したとの伝来書が附されている。嘉永3年3月29日（1850年5月10日）に郁姫が没した後何らかの理由で実家の島津家にもたらされたのであろうと考えられている。「源氏物語筆者目録」によれば、筆写として細見河内守宗高，姉小路済継，正親町持季の子小倉季種，大島本の書写者として知られる飛鳥井雅康の子宗衣，徳大寺実定の子毘沙門堂公厳，岩山道堅等の名前が挙げられている。本写本は『校異源氏物語』や『源氏物語大成校異編』といった校本への採用は無い。